# Mohylevská oblast
Mohylevská oblast (bělorusky Магілёўская вобласць, rusky Могилёвская о́бласть) je jedna ze šesti oblastí Běloruska. Rozkládá se ve východní části země u hranic s Ruskem. Hlavním městem je Mohylev. Oblast leží na horním toku Dněpru a jeho přítocích Druc, Sož a Berezina.
Oblast zaujímá 29 068 km² (14 % povrchu země); 1. 1. 2024 zde žilo 981 174 obyvatel (12,2 % obyvatel Běloruska). Dělí se na 21 rajónů, čítá 13 měst, 12 sídel městského typu a 195 obcí.

## Města

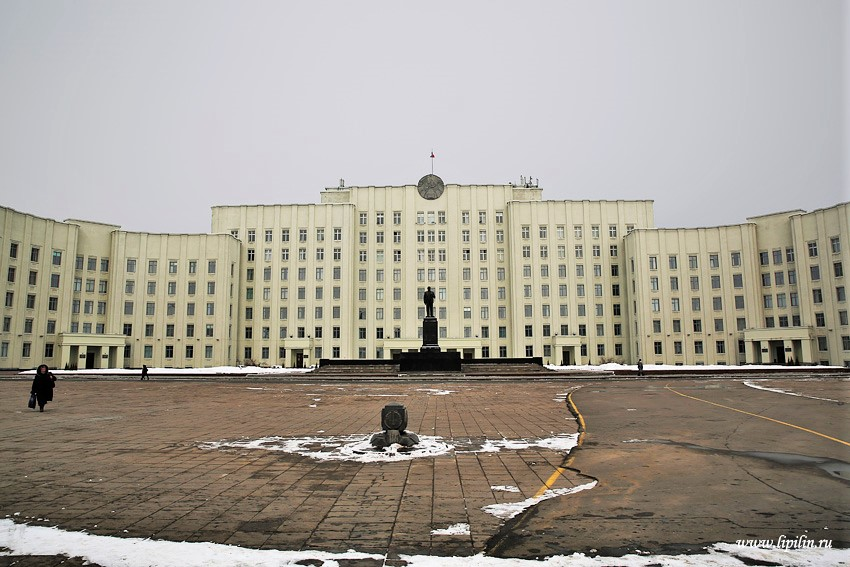
Sídlo oblastní rady v Mohylevě

Liší-li se ruský název od běloruského, je uveden v závorce kurzívou.
- Mohylev (Mogiljov) – 365 100
- Babrujsk (Bobrujsk) – 220 800
- Asipovičy (Osipoviči) – 34 700
- Horki (Gorki) – 34 000
- Kryčaŭ (Kričev) – 28 200
- Bychaŭ (Bychov) – 17 300
- Kascjukovičy (Kosťukoviči) – 16 100
- Klimavičy (Klimoviči) – 16 000
- Škloŭ (Šklov) – 15 900
- Mscislaŭ (Mstislavl) – 11 700
- Čausy – 10 800
- Čerykaŭ (Čerikov) – 8 400
- Slauharad (Slavgorod) – 8 300